# キャンプ・ドレイク
キャンプ・ドレイク（英: Camp Drake）は、埼玉県和光市、朝霞市、新座市、東京都練馬区にまたがる、アメリカ陸軍第8軍団隷下部隊、第一騎兵師団（ウィリアム・チェイス将軍）が駐屯していた基地の名称である。旧米軍朝霞（あさか）キャンプ。施設番号はFAC 3048。
キャンプは「キャンプ・ノース（CAMP North）」「キャンプ・サウス（CAMP South）」から成る南北2つのエリアで構成されている。基地面積は約4.5平方キロメートル。一部地域を除き返還済みである。なお、ドレイクとは、1945年（昭和20年）マニラの戦いにて戦死した同騎兵師団大佐であったロイス・A・ドレイクの名に因む。

## 返還概要

### キャンプ・ノース
ベトナム戦争からの米軍撤退を受けて陸軍部隊が1970年代前半に他の米軍基地へ移転し、代わって第5空軍第475基地航空団の管轄下に置かれていたが、1976年（昭和51年）11月30日に変電施設および給水施設、ならびに中心部分を除く401,246平方メートルが返還された。なお、返還された土地のうちの未返還地区の縁辺部分に隣接する3,846平方メートルの区域は返還時の取り決めにより、緩衝地帯として保持する目的で事実上米軍へ継続提供され、跡地利用が留保・制限されていた。
1980年（昭和55年）12月19日には、埼玉県立朝霞西高等学校の開校により、同校の校庭内に残存していたノースキャンプの給水施設（土地約80.94平方メートル、建物約18.39平方メートルほか井戸、囲障等工作物）と地下に埋設されていた水道管の地役権が返還された。
残余の未返還地区である117,359平方メートルは米空軍の自動デジタル通信網スイッチ施設として使用されていたが、1980年代半ばまでに米軍の通信網やシステムが近代化されたことに伴って横田飛行場への機能移転が決定し、移転完了後の1986年（昭和61年）2月14日をもって北キャンプの全域が返還された。

### キャンプ・サウス
1973年（昭和48年）1月23日に行われた日米安全保障協議委員会第14回会合において協議された「関東平野合衆国空軍施設整理統合計画（KPCP/通称・関東計画）」に基づき、1973年（昭和48年）6月20日に南地区内のゴルフコース・リクリエーション施設・兵舎地区の大部分が返還されたの皮切りに、1978年（昭和53年）7月10日までに現演習地である根津パーク地区、住宅地区、放送局地区、ベーカリー・製パン工場地区も順次返還され、後は国有地などになる。このことから跡地には国の施設や公団などが多く建設されていることが特徴である。現在、和光市南地区にあたるAFN送信用アンテナが設置されている敷地が残るのみとなっている。

## キャンプ・ノース

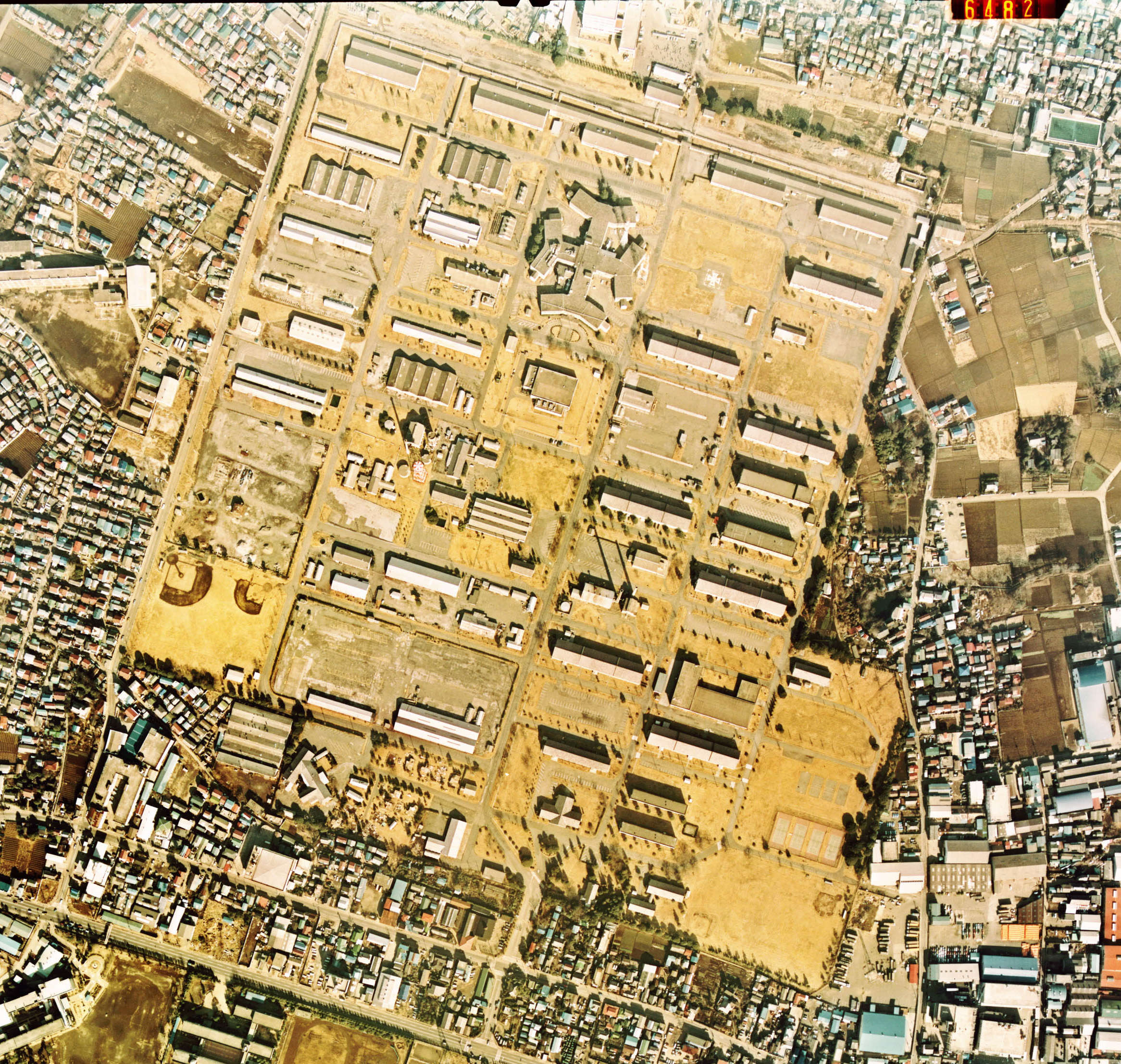
キャンプ・ノース概要図　昭和49年撮影の航空写真より。北側中央に見える特徴的な建物がリトルペンタゴンである。

キャンプ・ノース・ドレイク（CAMP North Drake）ノースキャンプ。埼玉県朝霞市内に存在する国道254号（川越街道）より北側、朝霞市役所手前までの敷地を指す。一般にキャンプドレイクと呼ばれているのは、このノースドレイク跡地の事を指したものである。帝国陸軍被服廠（ひふくしょう）跡地。

### 陸軍被服本廠朝霞出張所～東京陸軍被服支廠時代
東邦電気研究所、銃器弾薬を生産した中央工業 新倉工場、計算尺を生産した逸見製作所 白子工場、風船爆弾の気球部分である和紙を製作した共和航空、同じく風船爆弾の高度保持装置フレームを製作した中外火工品 白子精機工場、菱興金属工業、日本鋳物工業、東京部品工場、山本螺子、松本興業、昭和食品、興和製作所など町工場が現在の和光朝霞地域に多くあり、中島飛行機ラジエター製作所である「皇国3002工場」と呼ばれた伸銅工場などもすでに操業しており、東武東上本線や幹線道路など輸送に適した立地であったことや都心から離隔してはいるが比較的近い場所にあることから、陸軍の白羽の矢が立った。
当初、赤羽から陸軍被服本廠の一部機能が移転した。その後も陸軍によって買収された10万坪に及ぶ大規模軍需工場である陸軍被服本廠朝霞出張所の建設が開始され、1941年（昭和16年）に正式操業を開始する。工場の本格操業に合わせ、1940年（昭和15年）には朝霞駅近くから被服本廠朝霞出張所までの引き込み線が作られている。
昭和20年4月21日、朝霞出張所は東京陸軍被服支廠に昇格したが、その約4か月後に終戦を迎えた。
米軍資料から南地区を含む被服廠地域を爆撃目標から外すなど戦後政策が考慮されていた。

### 米軍進駐後
ノースドレイク敷地内にはリトルペンタゴンと呼ばれる第500情報団本部や米陸軍戦略陸軍通信隊（STARCOM）の主要中継局舎が作られ、これに付随した送信アンテナは桃手地区（現:和光市 南地区）に建設された。名称もFEN東京となる。輸送隊、憲兵隊、補給隊が駐屯した。これらに伴う隊員宿舎やバーなども建設され、1952年（昭和27年）には米軍極東指令部（ダグラス・マッカーサー司令）が置かれ、朝鮮戦争時には諜略撹乱放送なども行われている。また基地に従事していた日本人は4,000人に及んだ。
朝鮮戦争時には、駐屯していた第一騎兵師団から1万5,000人もの兵士が前線へと送られた。この派兵は3ヶ月交代であり、朝霞は帰休兵の休暇場となる。この時期に基地内に戦車を修理するための修理工場なども作られている。基地周辺では様々な人種が絡む殺人や暴力事件、窃盗、買売春などの発生によって治安が悪化し、「埼玉の上海」と称された。この治安悪化により、当初、浦和警察署管内であったが、治安対策のために1947年（昭和22年）に朝霞警察署が建設されている。戦死者が多く、辛うじて帰還した兵士も精神を病んでしまうことが多かったため、これが機縁したとされる。
ベトナム戦争時には、傷病兵治療のための野戦病院「米陸軍第249総合病院」を北キャンプ内に建設し、それに伴うヘリポートも併設される。完成当初、延べ床数は200床であったが、ベトナム戦争が泥沼化するにつれて2,000床を超え、テト攻勢が行われた1968年には傷病兵を運ぶヘリコプターの往来が激しくなっている。また、戦死者の死後処理は日本人に委託されていたとも言われている。担架に乗せられた傷病兵や遺体袋がフェンス越しに見えることによる精神的影響、伝染病などの衛生面での問題や搬送ヘリコプターが飛来するたびに付近の朝霞第6小学校の授業がその騒音のため中断されることなどが問題視され、この時期には朝霞基地問題がマスメディアなどで取り上げられることが多くなったことにより大規模基地返還「野戦病院さよなら運動」へ繋がるきっかけとなる。1968年（昭和43年）には、活発に行われていた学生運動家による野戦病院反対デモ隊と警察機動隊が市内にて衝突している。
全面返還の際には、基地の日本人従業員の中から自殺者が出た。

### 返還後
- 主な転用先としては朝霞中央公民館、朝霞市立図書館、朝霞中央公園野球場、青葉台公園、小中学校や高等学校など。

- 新倉倉庫地区（現・和光市本町地区）は1971年（昭和46年）に全面返還され、帝都高速度交通営団（現・東京地下鉄）和光検車区およびシーアイハイツ和光（伊藤忠商事が開発した集合住宅）として利用されている。

- 1986年に放送を開始したあぶない刑事シリーズでは、横浜市中区本牧のアメリカ海軍住宅跡地という設定で、頻繁にロケに使用された。

- 1989年（平成元年）8月13日にはTHE ALFEEの野外コンサート「U.S CAMP DRAKE ASC」が[注釈 10]開かれた。

- 1995年（平成7年）から毎年8月初旬に行われるよさこい市民夏祭り、「彩夏祭（さいかさい）関八州よさこいフェスタ」[14]はこの跡地に面した道路を封鎖して行われる。

- フェンスで仕切られている20ヘクタールが未整理区画である。国や県市が進める国家公務員宿舎計画があるが、一部市民は緑地利用を求めている[15]。その後、縮小案や凍結、再開、再凍結など二転三転し、最終的に計画は中止された[16][17]。

- 2015年（平成27年）12月-前述の国家公務員宿舎計画の中止を受けて新しい跡地利用計画が国に提出された[18]。

## キャンプ・サウス

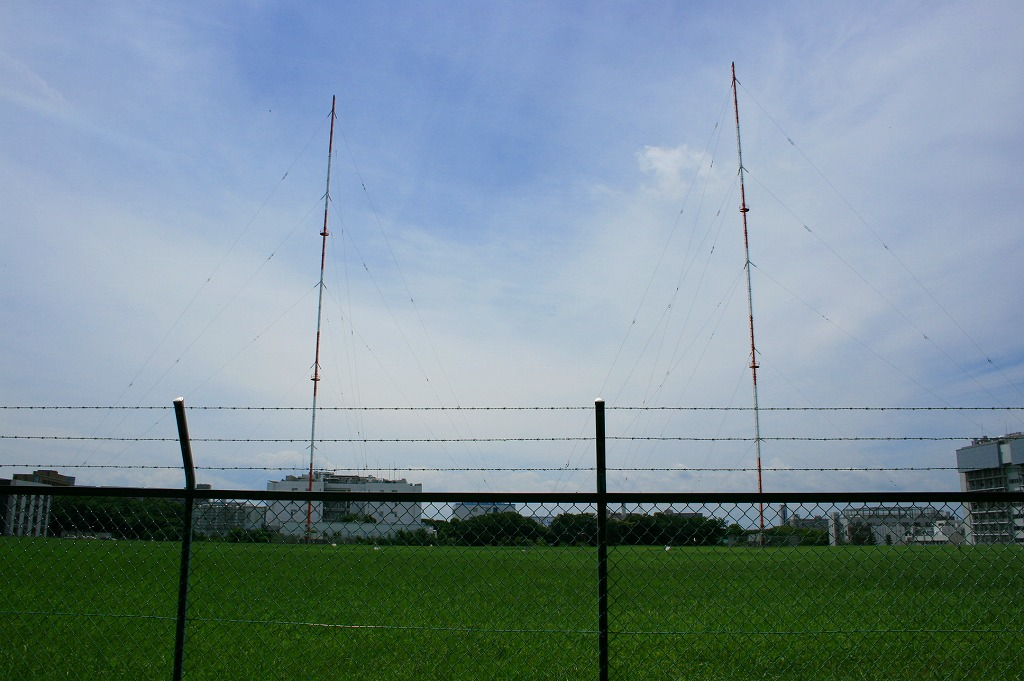
AFN送信用アンテナ　和光市にて2008年撮影

キャンプ・サウス・ドレイク（CAMP South Drake）サウスキャンプ。国道254号川越街道より南側を指す。東京ゴルフ倶楽部、帝国陸軍予科士官学校跡地。

### 帝国陸軍以前の歴史
東京ゴルフ倶楽部（東京ゴルフ株式会社1914年（大正3年）創業）は、東京駒沢にて「駒沢ゴルフ場」として営業していたが、手狭になったために近郊で候補地を探していた。現在の朝霞市（当時の膝折村（ひざおりむら））に土地を見つけて移転する。また早い段階から移設準備を始めており、1930年（昭和5年）5月には民有地19万2,200坪を買収して登記を完了していた。このゴルフ場はチャールズ・ヒュー・アリソンによって設計された。場内にはクラブハウスが設けられ、室内にはサロン室、婦人室などを完備し傍には25mプールもあるなど、当時としては豪華な施設であった。また、設計にあたり京都への庭園見学を実施し、これを反映させたとも言われている。

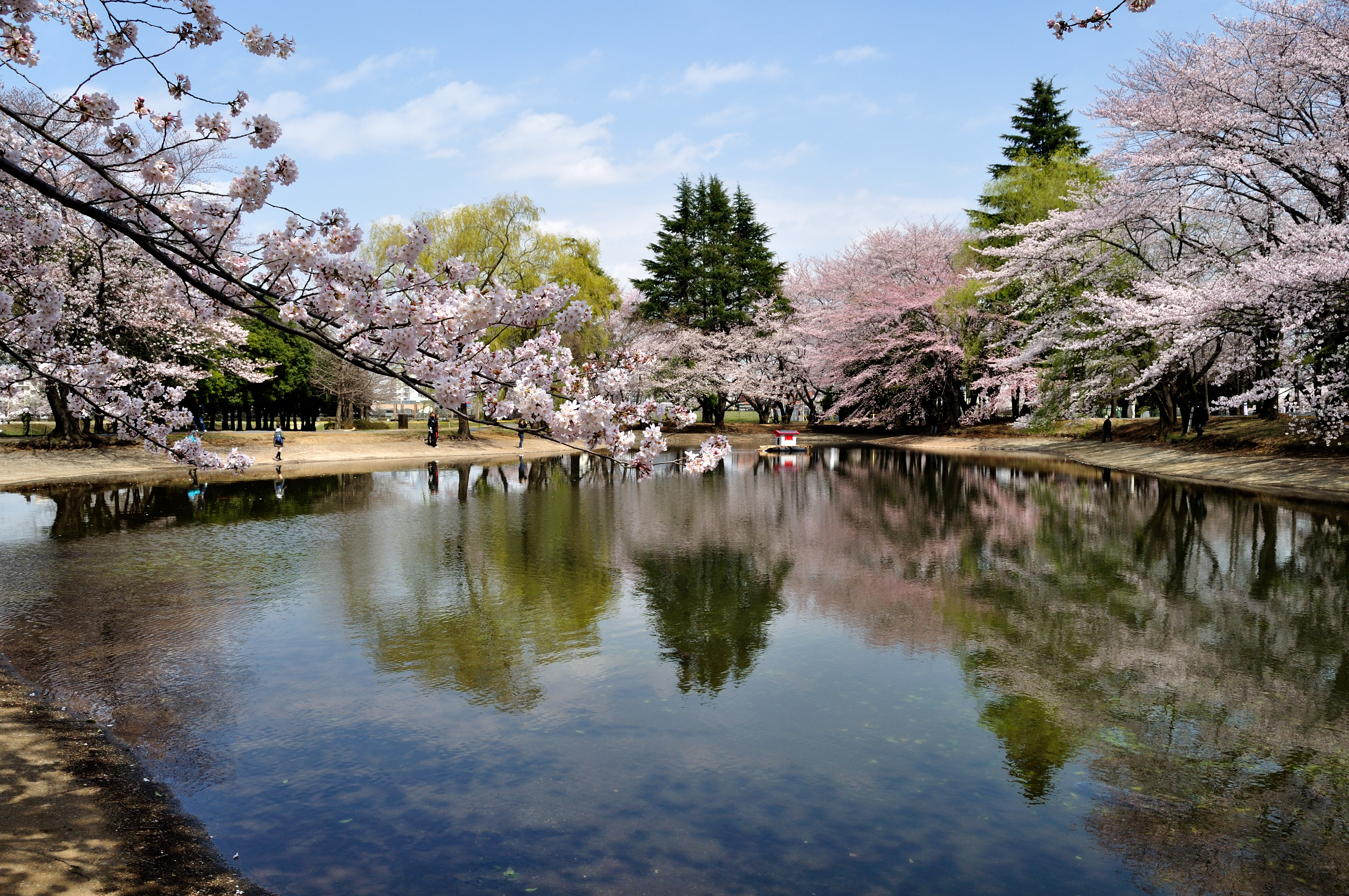
東京ゴルフ倶楽部の痕跡「びわ湖」

一部に未完成地域が残っていたが、1932年（昭和7年）5月1日に「東京ゴルフ倶楽部」膝折ゴルフ場として開場し、朝香宮鳩彦王による始球式が行なわれている。1934年（昭和9年）11月6日には日米野球で来日していたベーブ・ルース、フランク・オドールと外交官であるジョセフ・グルーが来場している。このゴルフ場で日本オープンが開催された実績などもある。その後、陸軍により買収され閉園する。1941年（昭和16年）3月15日にはお別れ競技会が開かれている。ゴルフ場は狭山に転居し「秩父カントリークラブ」と合併。現在は埼玉県狭山市において「東京ゴルフ倶楽部」となっている。1941年（昭和16年）10月に市ヶ谷より陸軍予科士官学校が移転する。
現在の朝霞駐屯地構内の池「びわ湖」は三番ショートホールの名残りである。

### 朝霞大仏・大梵鐘計画
1933年（昭和8年）に膝折上の原（現:武蔵大学グランド、自衛隊演習地）に根津公園計画が立案される。東上鉄道社長であった根津嘉一郎が5万坪（約16万平方メートル）を購入・計画した一大レジャーランド施設である。1935年（昭和10年）には購入した根津公園内に梵鐘、大仏用台座を製作する鋳造工場を建て梵鐘製作が始まる。京都の梵鐘技師である高橋才次郎を招いて鋳造された。この梵鐘は高さ3.9メートル、重さ6,750キロで日本第3位の大きさを誇った。またこの年、武蔵の原には大仏用の鉄骨造り30mの作業所が建設され、この作業所において彫刻家、内藤仲による大仏原型の作成が行われ、1937年（昭和12年）には130万円もの巨費を投じて高さ58尺（19.1メートル）、仏身39尺（12.8メートル）、蓮台9尺（2.9メートル）大仏の原型が完成している。
大仏設計者である斎藤歳次郎は「昭和の大仏として永久に残るもので、精神をこめてつくり、見て自然と頭が下がるものにしたい」と語っている。なお大仏の本完成を前に根津公園には記念碑が建立されている。
この年に日中戦争が勃発。その後の太平洋戦争時に陸軍予科士官学校や近隣地区に存在した大和田通信所の目標になるとされて計画は中止され、完成していた大仏の原型は破壊されている。梵鐘は金属提供されて軍需物資へと成り変わった。近年、この大仏計画に関係する大燈籠のひとつが東京多磨霊園に残っていることが判明している。
米軍進駐後には根津にちなみ「ネズパーク」（正しくは“ネヅ”）と名付けられた。

### 帝国陸軍時代
日中戦争の拡大と対米関係緊迫などの事情から士官学校入学者が激増し、市ヶ谷のみでは対応しきれなくなった。1939年（昭和14年）4月12日に牟田口少将が陸軍予科士官学校長となり、当時の朝霞町への移転計画が立てられた。この計画は「ヨシ工事」と名付けられ、竹中工務店が施工、また700日で完成させなければならない突貫工事であった。
陸軍士官学校（旧本科）は神奈川県座間（相武台）に移転し、埼玉県豊岡（修武台、現:入間市 航空自衛隊入間基地）には陸軍航空士官学校が置かれている。
陸軍予科士官学校に在学していた生徒は、陸軍幼年学校の卒業生、16歳から19歳までの採用試験合格者や同じく試験に合格した下士官などで、1941年（昭和16年）から終戦時まで1万5,000名もの生徒が学んでいた。中国、タイ、モンゴル、フィリピン、インドなどの留学生なども入学している。
戦争末期には本土決戦を想定した「対戦車肉迫攻撃訓練」が開始される。終戦年の4月7日にはB29による1トン爆弾が学校に命中し、12名が死亡している。なお爆撃目標から外されていたが、南西方向に存在した中島飛行機武蔵野工場を狙ったものが誤爆したと考えられている。
終戦直後には「終戦業務処理委員会」が置かれ、被服廠の軍需物資処理を行なった。

### 川口放送所占拠事件
終戦直後、陸軍予科士官学校には61期生5,000名が在籍していたが、空襲が激しくなったため県内外に疎開していた。この中で埼玉県寄居地区に疎開していた教官と生徒の一部が徹底抗戦を求め、同県にある川口放送所を占拠してラジオ放送で国民に徹底抗戦を呼びかけようと蜂起する。8月23日の夜半から24日にかけ警戒が十分でなかった川口放送所を占拠した。ラジオ放送を要求したが、送電を停止され実現せず、反乱軍は直ちに東部軍憲兵隊によって鎮圧された。参加した60名は東部軍司令官にその場で説諭され、その日のうちに予科士官学校へと引き返している。

### 進駐後の文化交流・治安問題
進駐後は主力部隊である第1騎兵師団司令部が置かれる。製パン工場、レクリエーション施設、下士官クラブや将校クラブ、映画館なども建設され、桃手地区には家族向け居住施設なども建てられた。基地外周辺にも米兵相手のジャズ・バーやビヤホール、アメリカン・リージョンクラブ（現:朝霞市 栄町。朝霞第四中学校前）と呼ばれたキャバレーなどがあり、アメリカ独立記念日にあたる7月4日には花火が打ち上げられるなど、夜間は活気に満ちた地域であった。米兵向けの写真店や「スベーニアショップ」と呼ばれる土産物店などもあった。下士官クラブでは渡辺貞夫、フランキー堺、フランク永井、ペギー葉山、江利チエミ、雪村いずみ、ダーク・ダックスなどがステージで演奏している。このことから日本のジャズ普及の地とも言われている。
基地内の日本人作業者が待遇改善を求めてストライキなどを起こしてMPから暴行を受けたり、米兵による暴力事件、交通事故、発砲事件、麻薬販売など、現在の在日米軍が集中している沖縄で発生している諸問題がここでも発生していた。
特殊慰安施設協会（Recreation and Amusement Association, RAA）による米兵相手の「特別女子従業員」募集が行なわれた。その仕事内容が売春とは知らずに応募した女性が多かった。これにまつわる混血児問題なども発生している。その後、近隣地区である成増（東京都板橋区）にも「成増慰安所」が作られている。最盛期には、東上線沿線である池袋や有楽町などから「パンパン」と呼ばれた売春婦が流れ込み、その数は2,000人にも達した。性病の蔓延と風紀の乱れを防止するため、1950年（昭和25年）9月8日には占領軍が売春取締りに乗り出し、朝霞町において「売いん等取締り条例」が制定され、娼婦は朝霞を追われて大和町（現:和光市）に逃げ込むが、大和町においても9月14日に「売いん等取締り条例」が制定された。9月25日の夜には朝霞、大和町署共同での一斉取締り「狩り込み」が行われている。
この頃、近隣の住民は基地内での労務を課せられた。内容は草刈りなどで、まるで奴隷扱いだったという。一方で、売春婦に部屋を貸して収入源とする住民もいた。
1955年（昭和30年）8月には核弾頭発射可能なオネストジョンロケット砲が南キャンプに配備され、8月22日基地ペニシリン広場において記者、政府、県関係者などを前に公開され物議を醸した。翌年5月20日には一般公開も行なわれている。

### オリンピック村構想
1959年（昭和34年）にミュンヘンで開催されたIOC総会で1964年東京オリンピックが決定される。これに伴ってキャンプ朝霞を選手村として一時利用する計画があった。1957年（昭和32年）5月9日に行なわれた日米合同委員会（返還協議）において一時使用案を米軍に提示、米軍側は緊急時には即時返還することなどの条件付きで一時使用を認める。政府は桃手地区（現:和光市 南地区）を利用し、その後の返還を視野に入れた計画を立てるが、米軍側との調整が難航する。その後、米軍側から東京・代々木のワシントンハイツ全域の返還が約束され、選手村はそちらへ建設されることになった。桃手地区計画は消滅し、代わりに東京オリンピック射撃会場となった。根津パークでは近代五種である馬術競技が行なわれている。

### 自衛隊体育学校の設置
1960年（昭和35年）に暫定協定が成立し、南キャンプ内に陸上自衛隊が駐屯した。翌年、敷地内に自衛隊体育学校が設立された。東京オリンピック重量挙げ金メダリストである三宅義信や、同マラソン銅メダリストである円谷幸吉などの選手が在籍した。

### 現在

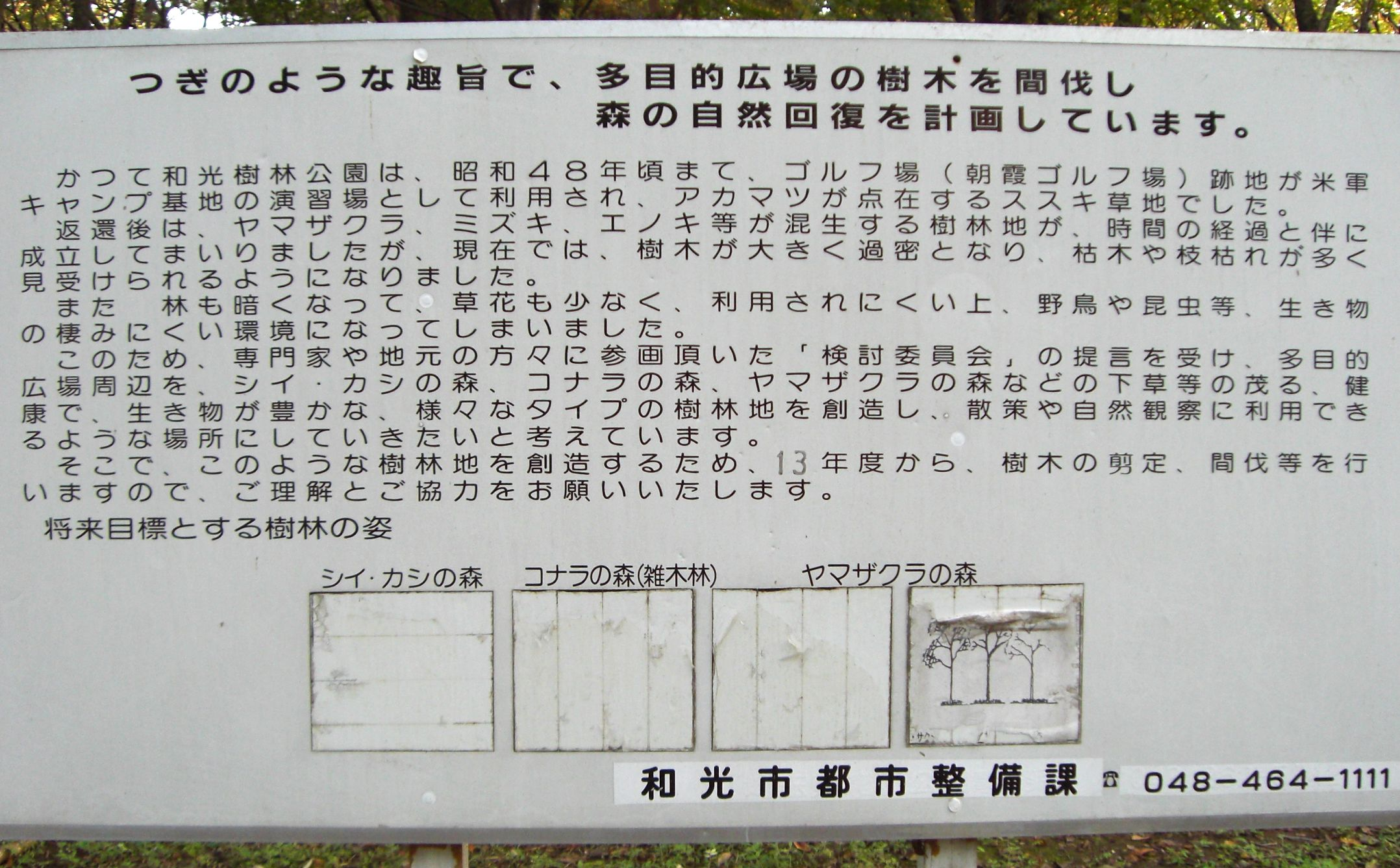
和光樹林公園内にある掲示板

和光市内跡地には、当時のモモテハイツ北延跡地に理化学研究所が建設され、その他司法研修所、裁判所職員総合研修所、国立保健医療科学院、自衛隊官舎、西大和団地、諏訪原団地、南大和団地、和光樹林公園など公の施設や公団住宅、大型公園、小中学校、高等学校などが建設されている。
朝霞市内跡地にはサウスキャンプ利用としては最大となる「陸上自衛隊朝霞駐屯地」、その他労働大学校、税務大学校、埼玉県警察機動隊宿舎、中学校、高等学校、武蔵大学グラウンドなどが建設されている。
新座市内跡地は小学校、高等学校、市営墓地などとして利用されている。
東京都練馬区内跡地は大泉学園町600番台（住居表示実施後9丁目）に編入され、東京都立大泉学園高等学校・東京都立大泉特別支援学校・大泉中央公園や練馬区立の小中学校として利用されている。

## その他
跡地より南西方向に埼玉県新座市と東京都清瀬市にまたがる在日米軍（米第5空軍第374空輸航空団）大和田通信所、跡地南東方向にはグラントハイツ（現:光が丘公園、光が丘団地）などが点在している。

## 沿革
- 1932年（昭和7年） - 東京駒沢にて営業していた「東京ゴルフ倶楽部」移転開設。
開園当初は「東京ゴルフ倶楽部」膝折ゴルフ場。当時東洋一の広さであった。
  - 5月1日 - 移転当初、膝折ゴルフ場と命名されていたが、膝を折るとは縁起が良くないとされた。

膝折の由来はある武士の馬がここで骨折したことによる。そこで村名の改称と町制施行を同時に行なおうと当時「東京ゴルフ倶楽部」名誉会長であった朝香宮鳩彦王の名から同じ読みの漢字「朝霞」の使用許諾を得て膝折村から朝霞町へ移行。「東京ゴルフ倶楽部」朝霞コースとなる。
- 1935年（昭和10年） - 後のキャンプ・ノースに、陸軍被服廠が置かれる[27]。
  - 10月30日-11月1日 - 日本オープンゴルフ選手権競技が開催される。優勝者は宮本留吉。
- 1940年（昭和15年） - 陸軍省により買収される。
- 1941年（昭和16年） - 「東京ゴルフ倶楽部」閉場。
  - 10月 - 陸軍予科士官学校が市ヶ谷から移転。これに伴い、軍の衣料品を調達する施設、いわゆる「被服廠（ひふくしょう）」設立。軍事上重要施設となるに辺り昭和天皇行幸時、この地を振武台（しんぶだい）と命名された。2008年（平成20年）現在も陸上自衛隊朝霞駐屯地内において碑石や振武台記念館として保存されている。なおこの記念館は座間にあった陸軍士官学校当時の建物である。その後、隊員の手で移送された。開校当時陸軍予科士官学校57期生から61期生がここで将校教育を受けた。
- 1945年（昭和20年）9月8日 - アメリカ陸軍第8軍団隷下部隊 、第一騎兵師団進駐。この被服廠跡地などを第一騎兵師団司令部キャンプ・ドレイク基地として使用する。第8軍司令部は横浜市内横浜税関本庁舎に設営。
- 1950年（昭和25年）7月 - 第一騎兵師団が朝鮮半島に派遣される。
- 1957年（昭和32年） - アメリカ陸軍第8軍団が大韓民国内へ移駐し、情報通信施設のみ残留する事となる。
- 1959年（昭和34年）8月 - 日米共同使用に関する暫定協定が成立。
- 1960年（昭和35年）3月 - 陸上自衛隊サウスキャンプ駐屯。自衛隊朝霞駐屯地として正式運用開始。
- 1961年（昭和36年） - 898号棟（リトルペンタゴン）改修。マイクロウェーブ塔（155フィート）完成。
- 1965年（昭和40年）12月30日 - ノースキャンプで第249総合病院（USAMCJ/在日米陸軍医療司令部隷下）運用開始。ヘリパッド（25,000平方ヤード）移転。
- 1966年（昭和41年）1月21日 - 越中島倉庫（東京都江東区）の返還に伴う代替施設としてノースキャンプに新設されたフィルムセンター（AAFMPSPAC、959号棟、3,381.73平方メートル）など建物3棟が在日駐留米陸軍司令部技術部（Garrison Engineer, HQ. USAGJ）に引き渡される。[28]
- 1968年（昭和43年） - ノースキャンプ1010号棟（ASC）運用開始。898号棟Bアベニュー沿いに新規マイクロウェーブ塔（164フィート）完成。
  - 3月31日 - ノースキャンプ北ゲート出入路（土地1,462.23平方メートル、立木竹・架設送電線・囲障等工作物含む）が返還される[29]。
- 1971年（昭和46年）
  - 1月14日 - 第249総合病院運用停止・閉鎖（一部施設は空軍診療所に転用）。
  - 3月17日 - ノースキャンプと新倉倉庫地区（FAC 3137、和光市本町）を接続する鉄道引込線（土地10,815.41平方メートル、軌道871.87平方メートル） が返還される[30]。
  - 11月10日 - 朝霞渉外労務管理事務所用地としてノースキャンプの一部（土地715.56平方メートル、囲障22平方メートル）が返還される[31]。
- 1973年（昭和48年）1月23日 - 日米安全保障協議委員会第14回会合に置いて施設返還合意。
  - 6月20日 - サウスキャンプゴルフコース・兵舎地区など大部分を返還。
- 1976年（昭和51年）11月30日 - ノースキャンプ中心部分を除いた401,246平方メートルを返還。
- 1978年（昭和53年）7月10日 - サウスキャンプ根津パーク地域など順次返還される。
- 1980年（昭和55年）12月19日 - 県立朝霞西高校庭内のノースキャンプ給水施設（土地約81平方メートル、地役権約2,226平方メートル、建物約18平方メートル、貯槽・地下給水管等工作物）が返還される。
- 1986年（昭和61年）2月14日 - ノースキャンプ中心部117,359平方メートル返還。
- 現在 -　サウスキャンプのごく一部（約118千平方メートル）がAFNの送信施設として運用中（和光市南二丁目）。唯一の未返還地区である。

自衛隊朝霞駐屯地の沿革は朝霞駐屯地参照